# Salîha, Tarașcea
Salîha (în ucraineană Салиха) este o comună în raionul Tarașcea, regiunea Kiev, Ucraina, formată numai din satul de reședință.

## Demografie
Componența lingvistică a comunei Salîha
     Ucraineană (98,65%)
     Rusă (1,35%)
Conform recensământului din 2001, majoritatea populației comunei Salîha era vorbitoare de ucraineană (98,65%), existând în minoritate și vorbitori de rusă (1,35%).